# Federation of Free Traders
Federation of Free Traders, anche mostrato come FOFT e rinominato Federation in Nordamerica, è un simulatore di volo e commercio spaziale pubblicato nel 1989 per Amiga e Atari ST dalla Gremlin Graphics, fortemente ispirato al più noto Elite.
In FOFT vi sono oltre 8 milioni di pianeti, con la possibilità di scendere su di essi, e 10 missioni. Anche la varietà delle astronavi e dei potenziamenti per esse disponibili risulta accresciuta in FOFT rispetto a Elite.
FOFT proponeva anche un'altra innovazione: la rete Galnet, una specie di Internet spaziale a cui il computer dell'astronave si connette per poter effettuare operazioni commerciali legali, scambi di informazioni (che possono essere tanto vere quanto false) e per comprare/vendere merci illegali.
L'edizione originale comprende una musicassetta con 20 brani musicali (perlopiù musica classica) da ascoltarsi durante le sessioni di gioco.